# اناریجه
اناریجه یا انارجی(نام علمی: Froriepia subpinnata) گیاهی از خانواده چتریان است که در استان‌های گیلان، گلستان و مازندران  می‌روید. این گیاه فقط یک گونه در ایران دارد. اناریجه از سبزی‌های خوشبو است و  یک ساله بدون کرک با ساقه‌ای به ارتفاع ۱۸۰ سانتیمتر استوانه‌ای با قاعده‌ای به کلفتی ۵/۲ تا ۵/۳ سانتیمتر.
در بخش پایین قهوه‌ای و در بخش بالا سبز کلمی، شیاردار، با شاخه‌های طویل است. برگ‌ها دارای قاعده‌ای خطی، تخم مرغی و بریده بریده هستند. فصل گل دهی و میوه دهی اناریجه اواخر تابستان است. این گیاه در استان مازندران در اراضی دشتی حتی در نقاط باز جنگلی استان وجود دارد و مورد استفاده روستاییان و حتی شهرنشینان قرار می‌گیرد. طبق تحقیقات صورت گرفته  ۳۹ گونه اسانس گیاه مذکور شناسایی شده است که حتی بعضی از ترکیبات آن، ضد سرطانی  هستند.
گونه مشابه آن در گیلان با نام گیجاواش (با نام علمی Pimpinella saxifraga) شناخته می‌شود.